# Рябицев, Вадим Константинович
Вади́м Константи́нович Ря́бицев (род. 29 января 1944, Выкса Горьковская область) — советский и российский орнитолог, доктор биологических наук (1990), профессор, художник-анималист, автор определителей птиц Урала, Приуралья и Сибири.

## Биография
Окончил кафедру зоологии УрГУ в 1970 г, после чего поступил на работу в Институт экологии животных и растений УрО АН СССР. Работал в тундре на юге Ямала на стационаре «Хадыта» (1971—1973). В 1975 г. защитил диссертацию на соискание степени кандидата биологических наук. Начиная с 1974 г. проводит серию экспедиций на Северный и Средний Ямал, основывает стационары «Ласточкин берег» (1978), «Ханавэй» (1982), «Яйбари» (1988). В 1990 г. защитил диссертацию на соискание степени доктора биологических наук. С 1996 г. проводил экспедиции по Уралу, Приуралью и Западной Сибири.

## Научные достижения
Автор ряда работ по орнитофауне Ямала. Наиболее известными работами являются определитель птиц Урала, Приуралья и Западной Сибири и определитель птиц Сибири.

## Избранная библиография
- Рябицев, Вадим Константинович. Птицы тундры. — Свердловск: Сред.-Урал.кн.изд-во, 1986. — 192 с.
- Рябицев, Вадим Константинович. Один сезон в тайге. — Екатеринбург: Аэрокосмоэкология, 1999. — 176 с. — ISBN 5-901078-06-3.
- Рябицев, Вадим Константинович. Птицы Урала, Приуралья и Западной Сибири: справочник-определитель. — 3-е изд., испр. и доп.. — Екатеринбург: Изд-во Уральского университета, 2008. — 633 с. — ISBN 978-5-7996-0356-4.
- Рябицев, Вадим Константинович. Птицы Сибири. Справочник-определитель. — «Кабинетный ученый», 2014. — ISBN 978-5-7525-2955-9.
- Рябицев, Вадим Константинович; Белялов Олег Вячеславович; Абдулназаров Абдулназар Гоибназарович. Птицы Средней Азии. В 2-х томах.. — «Кабинетный ученый», 2019. — 792 с. — ISBN 978-5-7584-0378-5, 978-5-7584-0379-2.

## Интересные факты
Вместе с сыном Артуром участвовал в съемках многосерийного документального фильма «Записки Сибирского натуралиста» о природе Западной Сибири.